# NXT UK TakeOver: Blackpool II
NXT UK TakeOver: Blackpool II was een professioneel worstelshow en WWE Network evenement dat georganiseerd werd door WWE voor hun NXT UK brand. Het was de 3e editie van NXT UK TakeOver en vond plaats op 12 januari 2020 in het Empress Ballroom in Blackpool, Lancashire, Engeland. Dit evenement was het tweede evenement onder TakeOver: Blackpool chronologie.

## Matches
| Nr. | Match | Winnaar(s)     | Opmerkingen                                                                            | Bron  |
| --- | --- | -------------- | -------------------------------------------------------------------------------------- | ----- |
| 1UK | Joseph Conners vs. A-Kid | Joseph Conners | Een-op-een match. Vooraf opgenomen voor een toekomende aflevering van NXT UK.          | [ 2 ] |
| 2UK | Dave Mastiff vs. Kassius Ohno | Dave Mastiff   | Een-op-een match. Vooraf opgenomen voor een toekomende aflevering van NXT UK.          | [ 2 ] |
| 3   | Eddie Dennis vs. Trent Seven | Eddie Dennis   | Een-op-een match.                                                                      | [ 3 ] |
| 4   | Kay Lee Ray (c) vs. Toni Storm vs. Piper Niven | Kay Lee Ray    | Triple Threat match voor het NXT UK Women's Championship.                              | [ 3 ] |
| 5   | Tyler Bate vs. Jordan Devlin | Tyler Bate     | Een-op-een match.                                                                      | [ 3 ] |
| 6   | Gallus (Mark Coffey & Wolfgang) (c) vs. Imperium (Fabian Aichner & Marcel Barthel) vs. Grizzled Young Veterans (Zack Gibson & James Drake) vs. Mark Andrews & Flash Morgan Webster | Gallus         | Ladder match voor het NXT UK Tag Team Championship.                                    | [ 3 ] |
| 7   | Walter (c) vs. Joe Coffey | Walter         | Een-op-een match voor het WWE United Kingdom Championship. Walter won door submission. | [ 3 ] |